# Поленова, Елена Дмитриевна
Еле́на Дми́триевна Поле́нова (15 [27] ноября 1850, Санкт-Петербург — 7 [19] ноября 1898, Москва) — русская художница, график и живописец, мастер декоративного дизайна, одна из первых художников-иллюстраторов детской книги в России, одна из основоположников стиля модерн в русском искусстве. Младшая сестра живописца Василия Поленова.

## Биография

### Детство
Родилась в 1850 году в Санкт-Петербурге, в семье чиновника особых поручений при государственном канцлере, статского советника Дмитрия Васильевича Поленова и его жены Марии Алексеевны, урождённой Воейковой. Все члены семьи по отцовской и материнской линии так или иначе были связаны с научным или художественным миром. В детстве Поленова подолгу жила в родовом имении Имоченицы Олонецкой губернии, среди карельской природы, а также в родовой усадьбе Ольшанка Тамбовской губернии (ныне село Красное Знамя Уваровского района).

### Образование
Елена Поленова, как и все дети в семье, с юных лет приобщалась к искусству. Мать, Мария Алексеевна Поленова, будучи художницей-любительницей и детской писательницей, дала детям первые уроки рисования. В 1859 году в семью Поленовых в качестве учителя рисования был приглашён студент Императорской Академии художеств Павел Чистяков. Он давал уроки два раза в неделю: обучал рисунку Василия, Веру, Алексея и самую младшую — девятилетнюю Елену.
Поленова рано проявила художественное дарование, но не могла стать студенткой Академии художеств, как её старший брат Василий, так как в те годы женщины к учёбе в высших учебных заведениях не допускались. Поэтому формального высшего художественного образования Елена Дмитриевна не получила. Но в 14 лет она поступила в Санкт-Петербургскую рисовальную школу Общества поощрения художеств, где её наставником был Иван Крамской. Но своим главным учителем Поленова всю жизнь называла Чистякова.
Во время первой поездки во Францию в 1869—1870 годах Поленова посещала частную школу-студию Шарля Шаплена в Париже. По возвращении в Россию сначала занималась в частной мастерской Чистякова (1870—1877), а потом снова в Школе Общества поощрения художеств (1878—1880) одновременно в двух классах: акварельном и керамическом.
Её увлечение керамикой дало прекрасные результаты. На экзаменах Елена Поленова была удостоена серебряных медалей (золотых в школе при ОПХ не давали). В качестве поощрения ей было предложено поехать на стажировку в Париж. Для того времени пенсионерство женщин-художниц — случай исключительный. «Какой скандал, Вася, — писала она брату, — меня посылают в командировку за границу от О-ва поощрения. Я думаю, это первый пример в истории, по крайней мере, в русской, чтобы особа нашего бабьего сословия получала поручение и отправляема была в командировку с целью изучения и т. д.». В Париже Елена Поленова освоила различные керамические техники, занимаясь в мастерских известных французских керамистов Ж.-Т. Дека и Л.-Э. Зиферта и в Парижской керамической мастерской русских художников, которой руководил Евдоким Егоров.
Вернувшись в Петербург, в 1881—1882 годах Поленова около года преподавала живопись по фарфору и фаянсу в созданном ею классе майолики в ОПХ. С 1882 года она жила преимущественно в Москве.
В 1884 году вместе со своей подругой П. Д. Антиповой совершила поездку для этюдов по Волге и Дону, на Кавказ и в Крым и привезла из этой поездки ряд акварелей, которые показывала друзьям и учителям, в том числе Чистякову, Александру Киселёву, Василию Сурикову.
Кроме художественного образования, Поленова получила звание домашней учительницы по истории, окончив Высшие женские курсы в Петербурге.

### Поиск своего предназначения
Молодость Поленовой пришлась на 1860—1870 годы, и ей были близки общественные идеалы этой эпохи. Она с юности была склонна к социальному служению, согласно православной духовной традиции.
В 1877 году, в разгар русско-турецкой войны, Елена Поленова поехала в Киев к своей старшей сестре Вере (сестре-близнеце Василия Поленова). Она преподавала в школе, а кроме того, вместе с сестрой работала в госпитале: ухаживала за ранеными, которых привозили сюда с фронтов. После работы она с Верой посещала женские медицинские курсы. Сестры собирались открыть свою амбулаторию.
В Киеве Поленова влюбилась в талантливого врача, профессора киевского университета А. С. Шкляревского. Чувство было взаимным, но её семья воспротивилась этому браку. Поленова подчинилась просьбе родных, но в результате этой личной трагедии, по воспоминаниям друзей, она изменилась, стала замкнутой. Личная жизнь у неё так и не сложилась.
Вернувшись в Москву Поленова твердо решила посвятить свою жизнь занятиям искусством и общественной деятельности. Она была не только живописцем, но и подвижником, просветителем, педагогом. «Лишить себя общественной деятельности в той или другой области, — все равно что лишить себя самой здоровой и подкрепляющей пищи», считала она.

### Мамонтовский кружоки работа в абрамцевских мастерских
Семейные обстоятельства заставили Елену Дмитриевну в 1882 году переехать в Москву. Начался яркий и очень плодотворный период жизни. Она оказалась в кругу молодых художников — учеников и друзей брата Василия Дмитриевича. Его жена — Наталья Васильевна — стала ближайшей подругой Елены Поленовой на всю
жизнь.
В Москве Поленова сблизилась с семейством Мамонтовых. Елизавета Григорьевна (жена Саввы Ивановича Мамонтова) сыграла важную роль в судьбе Поленовой, сумев смягчить её недоверие и настороженность в отношении к людям и миру. В доме Мамонтова в Москве и в загородном поместье в Абрамцеве собирались художники, музыканты, театральные деятели, образовавшие так называемый «абрамцевский кружок», у истоков которого стояли сам С. И. Мамонтов, В. М. Васнецов и В. Д. Поленов. У Мамонтовых занимались живописью, музицировали, ставили любительские спектакли, причем один вид искусства легко перетекал в другой. Тёплая, дружеская, творческая атмосфера кружка воскресила Поленову от тяжёлого сна, в котором она пребывала после трагедии в личной жизни. Едва ли не каждую неделю Елена Дмитриевна бывала в Абрамцеве. Это место стало для неё источником вдохновения на долгие годы.
В Абрамцеве Елена Поленова написала много пейзажей. Кроме того, обладая многосторонними дарованиями, она пробовала себя в разных видах искусства, принимала во всем активное участие, в частности, была художником по костюмам. Под её началом в Абрамцеве шили костюмы для постановок «Снегурочка» (1882—1883), «Фауст», «Алая роза» (1883), «Волшебный башмачок» (1888). Елена Дмитриевна подбирала ткани, отделку, аксессуары.
Она быстро прониклась национальными интересами кружка, самым ярким выразителем которого был В. М. Васнецов, воплотивший позже в своих работах национально-романтический стиль эпохи модерн. «Кто дал мне толчок к уразумению древнерусской жизни — так это Васнецов, — писала она Стасову, — у Васнецова я не училась в прямом смысле слова, то есть уроков у него не брала, но как-то набиралась около него понимания русского народного духа». Внимательнейшее и кропотливое изучение русского народного искусства, страсть к национальному складу не могли не подвести художницу к знакомству с фольклором. Поленова заинтересовалась иллюстрированием сказок и пронесла эту страсть через всю жизнь.
Поленова близко сошлась с женой С. И. Мамонтова Елизаветой Григорьевной. Их общим интересом была любовь к народному творчеству и собирание предметов старины. Всё больше увлекаясь русским народным искусством, Поленова вместе с Е. Г. Мамонтовой начала создавать в Абрамцеве музей народного искусства, собирая по деревням предметы быта, образцы ткачества, вышивки. Чтобы пополнить коллекцию подлинными образцами, Поленова и Мамонтова ездили в специальные экспедиции по Ярославской, Владимирской и Ростовской губерниям. Во время этих поездок Поленова зарисовывала орнаменты, а также собирала народные сказания, иллюстрацией которых она занялась позже.
Кроме музея, в 1885 году в Абрамцеве Мамонтовой и Поленовой были основаны мастерские для обучения местных крестьян и их детей традиционным русским ремеслам. Сделано это было, в частности, с целью обеспечения крестьянских семей твердым заработком. Идея возрождения народных промыслов так понравилась «абрамцевским» художникам, членам мамонтовского кружка, что они с удовольствием занимались в мастерских наравне с крестьянами. Таким образом, возрождение ремесел началось «сверху», с художников-профессионалов, которые занялись прикладным искусством, создав свой поэтический образ народной красоты.
Во главе столярно-резчицкой мастерской в Абрамцево встала Елена Поленова. Обучение крестьян было разносторонним и совершенно бесплатным. В мастерской крестьяне учились столярному ремеслу, приёмам художественной резьбы. Они изготавливали предметы утвари и мебели по рисункам Поленовой и других художников. С 1885 по 1893 год Елена Дмитриевна разработала свыше 100 художественных проектов мебели, а также эскизов для предметов декоративно-прикладного искусства (расписные фарфоровые блюда, пр.). На основе народных мотивов Поленова создавала и эскизы для вышивок, обоев, пр. Её рисункам присуща несколько плоскостная декоративность, ставшая основой русского национального варианта стиля модерн. То направление, которое задали абрамцевские мастерские под влиянием Поленовой, явилось аналогом художественного движения «Искусства и ремесла», зародившегося в это же время в Великобритании.
Увидев эскизы Поленовой для загородного дома М. Ф. Якунчиковой, английская исследовательница Нетта Пикок предложила публикацию её работ в английском журнале Artist. Отмечая театральность стиля художницы, она писала о нём так: «Язык символов — удивительная смесь Севера и Востока». В статье памяти Поленовой Н. Пикок напишет, что именно её рисунки пробудили интерес в Англии к русскому прикладному искусству.
Как и в английском движении за возрождение декоративного искусства, все изделия в абрамцевских мастерских изготовлялись вручную. Мастерская выпускала целую палитру изделий: от отдельных предметов (шкафы, полки, аптечки, лавки, столы, кресла, табуретки, пр.) до целых гарнитуров. На протяжении всего процесса создания мебели каждый момент обладал особой значимостью: размер, форма, материал, цвет, орнамент. Художницей продумывалась самая малая деталь — гвоздики или задвижки для подвесных шкафчиков и т. д.
Поленова лично контролировала все этапы обучения и работы крестьян, будущих мастеров. После завершения трехлетнего курса обучения выпускники отправлялись обратно в свои деревни, причем их снабжали набором инструментов, чтобы они могли продолжать там трудиться самостоятельно. Мастерские в Абрамцеве послужили примером для других владельцев поместий, стремившихся помочь сельским общинам. По образцу Мамонтовой и Поленовой, многочисленные помещицы организовывали свои сельские мастерские, и к концу XIX столетия около 7,5 миллионов крестьян занимались кустарным творчеством. Эта деятельность приносила раскрепощённым крестьянам надежный доход, что было очень важно в эпоху социальных потрясений.
«Наша цель — подхватить народное творчество и дать ему возможность развернуться», — писала Поленова своей подруге П. Антиповой. Возрождение традиционных ремесел придало отечественному интерьерному дизайну яркий национальный оттенок. Мебель, выполненная по эскизам Поленовой, создавала атмосферу праздника и имела большой успех. В одном из писем Поленова писала: «Наши вещи… идут хорошо, я полагаю исключительно благодаря новизне, оригинальности и стильности модели». А. Н. Греч, историк искусств, так описывал абрамцевскую продукцию: «все эти резные и точеные, висячие и стоячие шкапчики, резные и расписные столы и стулья, разрисованные балалайки, шкатулки, вышивки, безделушки, производящие фурор на заграничных выставках и в обеих столицах…»
Абрамцевская мебель продавалась в Москве в специальном магазине, и зажиточные горожане с удовольствием обставляли ей свои дома. И. А. Кузнецова, искусствовед, дочь известного архитектора А. В. Кузнецова, писала в своих воспоминаниях, что, когда её отец поселился с семьёй в ампирном особнячке в Мансуровском переулке, то обустроил столовую в русском стиле: «Дубовая резная мебель — стулья, скамьи, буфеты, и висячие настенные шкафчики, купленные в поленовских мастерских очень хорошо дополнили ансамбль». Очень быстро изделия абрамцевских мастерских вошли в моду. Соединение
современности с традицией пришлось по вкусу либеральной городской элите, и во многих домах декоративное творчество стало органичной частью повседневного быта. Постепенно скромное крестьянское ремесло проникло и в высший свет, включая даже покои царя.
Успех абрамцевских мастеров, трудившихся под руководством Поленовой, был подтверждён тем фактом, что в 1900 году, уже после смерти Поленовой, её проекты заняли видное место в разделе ремесел российского павильона на парижской всемирной выставке. Так, работы Поленовой, связанные с мастерскими, завоевали международное признание.
Абрамцево значило для Поленовой очень много, художница отдавала себя работе целиком. Благодаря Поленовой это место стало одним из первых российских центров возрождения народных ремесел. Дело Поленовой и Мамонтовой продолжает жить: традиции художественно-столярной мастерской, заложенные в конце XIX века, сегодня продолжает Абрамцевский художественно-промышленный колледж им. В. М. Васнецова.

### Творчество: темы, жанры, манера
Как живописец-станковист Поленова — художник многоплановый. Одна из самых важных тем в живописном творчестве Поленовой — тема детства. Дети являются героями нескольких её картин и рисунков. Наряду с жанровыми сюжетами Поленову привлекали в живописи темы исторические. У неё было много задумок: юность Сергия Радонежского, «Борис и Глеб», Невская битва, картины о русском средневековье, которые остались в виде эскизов. Близки ей были национально-романтические образы, в ряде её поздних вещей они окрашены чертами классического символизма.
Поленова великолепно владела техникой живописи, но была признанным мастером акварели. Она занималась графикой, декоративно-прикладным искусством, пробовала себя и в архитектуре (проект звонницы храма Спаса Нерукотворного в Абрамцеве, осуществлен не был). Её художественные интересы были очень обширны: керамика, роспись по фарфору, эскизы для вышивок, обоев, ковров, пр.
Поленова отдавала предпочтение «малым формам», детальному изображению. Даже в акварельных пейзажах, выполненных в окрестностях Абрамцева, она писала замкнутые, интимные уголки природы и подробно разрабатывала переплетения трав и цветов переднего плана. Основное в пейзажах Поленовой — внимание к мелочам, веточкам, грибам, насекомым. Названия её работ: «Цветы цикория, лужайка», «Заросль», «Уголок сада осенью», «Конский щавель», «Татарник», «Задворки», «Одинокая ромашка осенью» и др.
Любование «мелочами» видно и в станковых работах Поленовой, и в её графике, и в предметах мебели. Создавая эскизы для резьбы по дереву, Поленова широко использовала свои наблюдения и зарисовки с натуры. В своих орнаментах она часто воспроизводит формы полевых цветов: чертополоха, одуванчика, ромашки — и располагает их в ритмической последовательности, стилизует. Эскизы мебели Поленова создавала в большом количестве и ни один из множества вариантов не повторяет другого.
Работала Елена Дмитриевна с азартом, поставив себе условие не заимствовать форм и рисунков из общеизвестных источников. Для создания оригинальных предметов быта Поленова специально изучала подлинные вещи, предпринимая целые походы в соседние деревни, делая много зарисовок во время поездок по России. Увлечение народными промыслами и верованиями нашло отражение в книжных иллюстрациях Поленовой.
Детские сказки — совершенно особая страница в творчестве художницы. «Думаю, что иллюстрировать русские народные сказки — дело большой важности — писала Поленова в одном из писем В. В. Стасову — Я не знаю ни одного детского издания, где бы иллюстрации передавали поэзию и аромат древнерусского склада». Именно Поленова первой обратила внимание на то, что русские ребятишки листают издания с иностранными сказками, и приняла решение иллюстрировать русские народные сказки.
Первые иллюстрации к сказкам Елена Дмитриевна сделала в 1886 году. С этого времени до конца своей жизни она не бросала любимого занятия. Для иллюстрирования она брала не только уже опубликованные сказки из сборника А. Н. Афанасьева, но и активно собирала фольклор, ходя по окрестным деревням. За двенадцать лет Поленова сделала иллюстрации более чем к двадцати русским народным сказкам и поговоркам, причем особенно она любила сюжеты архетипические для русской культуры, то есть не заимствованные из западноевропейских литературных источников.
В Абрамцеве сохранилась удивительная постройка — Баня-теремок, в которой находится очень оригинальная «комната-шкатулка». На стенах — иллюстрации Поленовой к «Сказке о Маше и Ване».
Из 20 проиллюстрированных Поленовой сказок при её жизни была издана лишь одна — «Война грибов». Однако высокая художественность произведений Поленовой стала стимулом для её последователей — иллюстраторов книг. Такие мастера, как И. Билибин, С. Малютин, Г. Нарбут, Д. Митрохин, считали себя учениками Поленовой.
Огромная заслуга Поленовой состоит в становлении самой концепции иллюстрации к детским сказкам. Поленова мыслила детскую книгу как единое художественное целое: желтоватая «старинная» бумага, украшенные диковинными орнаментами листы, тексты, словно написанные от руки старинным почерком, яркие иллюстрации, обложка, обтянутая пестрым ситцем — все должно производить впечатление рукотворности.
Работа над иллюстрациями к сказкам была неразрывно связана с процессом изучения крестьянского быта. Поленова считала, что между этими темами существует определённое родство и она привносила в сказки и в деревянные резные вещи все то, что она почерпнула из народного творчества.
Иллюстрации Поленовой претерпели стилистические изменения. Со временем от пространственной мягкой манеры иллюстраций Поленова перешла к более плоскостным изображениям с четкими контурами и яркой заливкой цветом. Поленова признавала, что на стиль её книжных иллюстраций повлиял англичанин Уолтер Крейн. Вот, что пишет А.Шакина, современный исследователь работ Поленовой, созданных в 1890 годы: «Поворот к модерну наметился в костромском цикле. Е. Поленова использует сложный рисунок, взгляд снизу вверх. Она обобщает и ритмизирует композицию, уплощает формы, стремясь сохранить и подчеркнуть плоскость листа, использует приемы клуазонизма, обводя предметы темной чертой, — словом, весьма активно участвует в создании русского варианта стиля модерн».

### Последние годы жизни и смерть
В 1893 году, после нескольких лет активной общественной и педагогической работы, Поленова отошла от художественного руководства столярно-резчицкой мастерской в Абрамцево и занялась личным творчеством. В последние годы жизни художница исполнила множество набросков фантастических цветочных орнаментов для обрамления икон, вышивок, керамики. Рисуя цветочные орнаменты, Поленова проявила неистощимую фантазию, каждый раз находя новое расположение цветов, новый ритм, создавая бурный и динамичный поток форм. В стилизованных цветочных композициях все же легко угадываются полевые и садовые цветы: одуванчики, ромашки, ландыши, лилии и др.
В поздних орнаментах Поленовой заметно повторяются волнообразные линии — воплощение красоты у модернистов. Причудливо изогнутые, от плавного изгиба до туго закрученной спирали, они будто подчинены музыкальному изысканному ритму. Как и её брат, знаменитый художник В. Д. Поленов, Елена Поленова, была неравнодушна к музыке. В своём позднем творчестве она сумела соединились живопись и музыку. Художница обладала, по её собственному выражению, «цветным слухом»: во время прослушивания музыки перед её глазами вставали орнаменты в красках — и она их зарисовывала.
У Поленовой было много планов, например, ей предстояло оформить Русский павильон на Всемирной выставке в Париже в 1900 году. Но ранняя смерть не позволила ей реализовать задуманное. В апреле 1896 года, когда она ехала на извозчике по крутому спуску к Трубной площади, повозка налетела на рельсы конки и перевернулась. Поленова получила серьёзную травму, ударившись головой о мостовую. Её болезнь и смерть спустя два года были следствием этого удара. Скончалась Елена Поленова 7 (19) ноября 1898 года в Москве, в расцвете сил и таланта. Похоронена на Ваганьковском кладбище (23 уч.).
Потрясённый, В. Д. Поленов писал так о безвременной кончине своей младшей сестры: «Она неутомимо работала, можно сказать, всю свою жизнь и всё время шла вперёд, и вот, когда талант её развился и окреп, когда полная творческих замыслов, она могла бы дать ещё много высокодаровитого и интересного, жестокая судьба её убивает…»

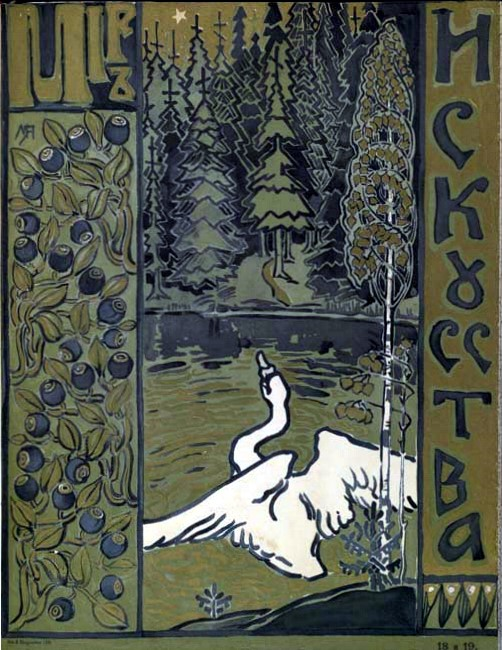
Обложка журнала «Мир искусства», № 18—19 за 1899 год, посвящённого памяти Поленовой. Автор Мария Якунчикова

Несколько месяцев спустя в журнале «Искусство и художественная промышленность» вышел биографический очерк о Елене Поленовой, написанный В. В. Стасовым. В этом же номере были опубликованы воспоминания И. П. Хрущова, литературоведа, члена семьи, о детстве Елены Дмитриевны. В 1900 году в журнале «Мир искусства», для которого Поленова делала иллюстрации, вышла статья, посвящённая её творчеству.
В 1902 в Москве и Петербурге состоялись посмертные выставки. После смерти Поленовой её братья в память о ней учредили премию в 300 рублей, которая выдавалась молодым художникам на заграничные поездки. Ею воспользовались, в частности, Богаевский, Первухин, Татевосян.

## Произведения
Произведения, созданные Поленовой, хранятся в Государственном мемориальном историко-художественном и природном музее-заповеднике В. Д. Поленова, Государственном историко-художественном и литературном музее-заповеднике «Абрамцево», Третьяковской галерее, Русском музее, Ярославском художественном музее, Государственном историческом и Государственном литературном музеях, в частных собраниях и др.

### Основные живописные произведения
«Цветы» (1882—1883), «Уголок леса» (1882—1883), «Пейзаж. Абрамцево» (1882—1883), «Ромашки» (1883), «Девчонки у забора» (1886), «Дедушка и внучка» (1885—1890), «Иконописная мастерская» (1887, ГТГ), «Иконописец XVI столетия» (1887), «Князь Борис пред его убиением» (ГРМ), «Шарманщики» (1888), «Странствующие музыканты», «Боярский двор» (1889), «Отрок Варфоломей» (конец 1880-х гг.), «Игрушечная лавка» (эскиз, 1890), «Прачка, или в гостях у крестной» (1891), «Детская» (1892), Иконы «Св. Екатерина», «Христос», «Князь Фёдор с сыновьями» (для храма Спаса Нерукотворного, 1893), «Страх» (1893—1895), «Мальчики на крыше или игра в прятки. Нашел» (1894), Цветочные орнаменты (для церкви в городе Кологриве Костромской губернии), Панно «Зверь» или «Сказка» (1895—1898, ГТГ), Панно для воспроизведения в вышивке «Жар-птица», «Путник» (1895), «Борис и Глеб» (эскиз, 1896, ГРМ).

### Иллюстрации к сказкам
«Белая уточка», «Война грибов», «Морозко», или «Дед Мороз», «Избушка на курьих ножках», «Лисичка сестричка и волк», или «Волк и лиса», «Сивка-бурка», или «Иванушка-дурачок», «Маша и Ваня» (так называемый абрамцевский цикл); «Сынко-Филипко», «Жадный мужик», «Рыжий и красный», «Отчего медведь стал куцый», «Злая мачеха», или «Мачеха и падчерица», «Сорока-ворона», «Козлихина семья» (так называемый костромской цикл); «Сказка о царе Берендее», «Жар-птица».

### Другие произведения
Эскиз интерьера для деревенской столовой М. Ф. Якунчиковой в Наре (проект был реализован известным художником А. Я. Головиным).

## Выставки
При жизни Поленова участвовала в выставках Московского товарищества художников, Товарищества передвижников и «Мира искусства».
- 1902 — выставки в Москве и Петербурге
- 1925 — выставка в Абрамцеве
- 2011—2012 — выставка в Государственной Третьяковской галерее: «Она жила в волшебном мире сказки. Елена Поленова. К 160-летию со дня рождения» (16 декабря 2011 — 26 февраля 2012)
- 2014 — В британской галерее «Уоттс» открылась выставка работ Елены Поленовой[14]

## Критика и оценка
Владимир Стасов (в журнале «Искусство и художественная промышленность», 1899) считал, что жанровыми картинами Поленова «никогда не поднялась бы выше посредственности и умеренного успеха».
Гуро, художница, поэтесса, писательница, посетившая выставку Поленовой в 1902 году, писала: «Мебель Поленовой простыми, ясными очертаниями говорит о каком-то дивном возрождении духа богатырского, героического. В наше время великих упований и начинаний, в вещах Поленовой ожил дух героев. Становятся смешными сетования старцев, что нет нынче
богатырей».
Екатерина Юнге, художница, педагог, в 1912 году писала о Поленовой так: «…Художники оглянулись на далекое прошлое, захотели отыскать источники чисто русского искусства и от них идти новым путём. Чтобы достичь такого возрождения, надо было исходить не от имеющихся под рукой полотенец, чашек, икон, а от тех мировоззрений, тех чувств, которые вдохновляли древних художников и давали им возможность влагать в свои произведения то, что трогает и потрясает нас до сих пор. Должно быть, такая перемена направления была серьезной потребностью в истории нашего искусства и достаточно назрела, так как явился человек, который сделался выразителем этого направления. Он приблизился к чувствам монахов, расписывавших стены монастырей в 11, 12 веках, у него была чистая душа, была вера и энтузиазм».
Бенуа, художник и критик, писал: «Поленова заслужила себе вечную благодарность русского общества тем, что она первая из русских художников обратила внимание на самую художественную область в жизни — на детский мир, на его странную, глубоко поэтическую фантастику. Она нежный, чуткий и истинно добрый человек, проникла в этот замкнутый детский мир и угадала его своеобразную эстетику».
Л. С. Кудрявцева, искусствовед, художница, заслуженный работник культуры РФ, также отмечала, что: «Елена Дмитриевна, первая из русских художников обратила внимание, что русские дети растут на немецких и английских сказках».
Н. М. Белоглазова, искусствовед, исследователь творчества Поленовой, в своей диссертации утверждает, что «работы всех последующих исследователей народного искусства И. Голышева,
А. Бобринского, И. Соболева, И. Званцева подтверждают правильность выводов Поленовой относительно характера и распространения того или иного вида художественной резьбы по дереву и особенности русского орнамента».
М. М. Петренко, искусствовед, считает, что Поленова «одна из первых (среди художников) поняла эмоциональную роль цвета в русской книге новейшего времени, выразительность контурного рисунка».

### Издания с иллюстрациями и произведениями Поленовой
- Поленова М. А. Лето в Царском Селе: Для детей мл. возраста / С 9-ю картинами работы В. Д. Поленова, Е. Д. Поленовой и А. Я. Головина. — СПб., 1892
- Елена Дмитриевна Поленова: 1859—1898. — М.: Товарищество типогр. А. И. Мамонтова, 1902.
- «Мир искусства», 1899, № 18—19. Памятный номер, посвященный Е. Д. Поленовой.
- Русские народные сказки и прибаутки, пересказанные для детей и иллюстрированные Е. Д. Поленовой: В 3 кн. — М.: И. Н. Кнебель, 1906.
- Поленова Е. Д. Белая уточка: Народная сказка. — М., 1923.
- Сынко-Филипко. Иллюстрации Е. Поленовой. — Л.: Художник РСФСР, 1980. — (Серия «Художники детям: из истории советской детской книги»).
- Русские народные сказки. Иллюстрации Е. Д. Поленовой. — М.: Фортуна ЭЛ, 2007.

## Галерея

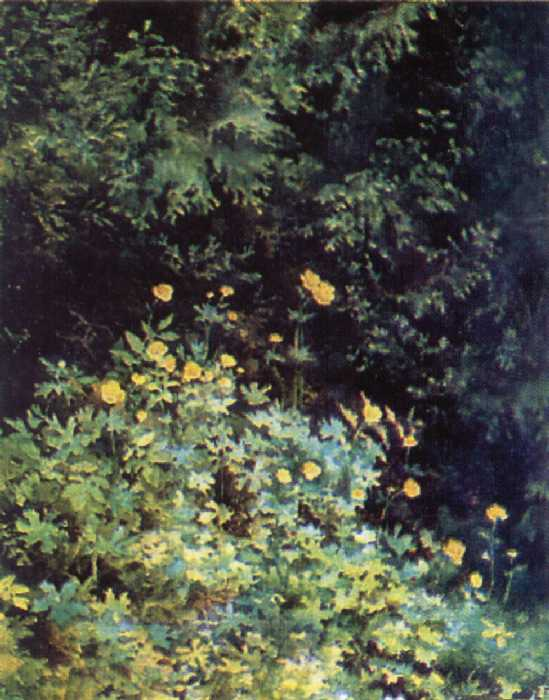
У опушки леса. Купальницы, 1885
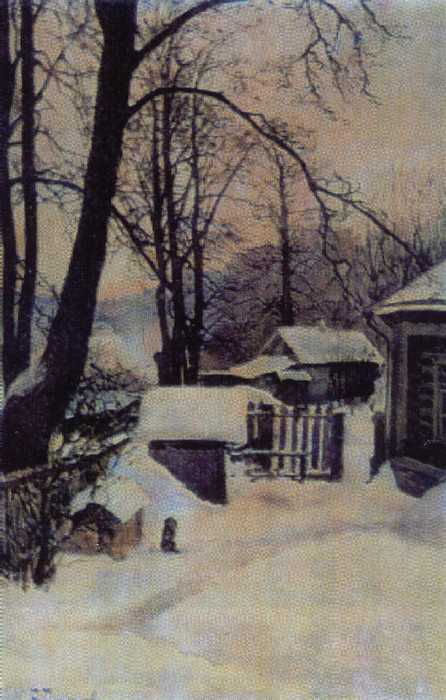
На дворе зимой, 1886
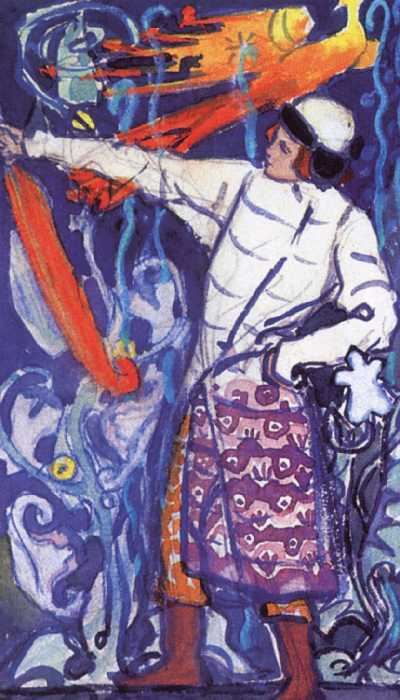
Иван-Царевич и Жар-птица, 1896
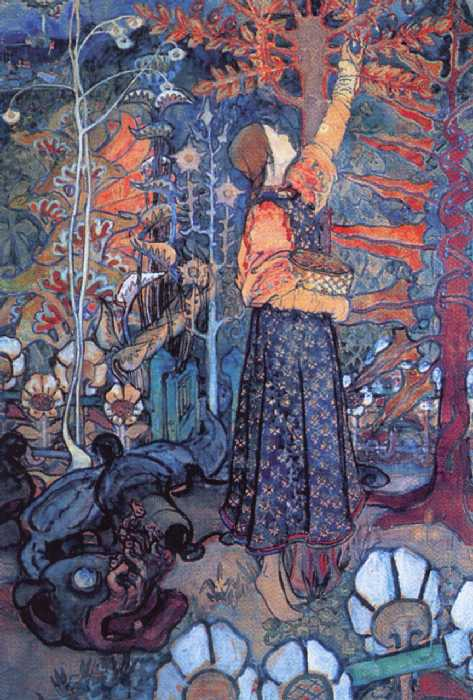
Змей, 1895—1898